# انتقادها از مفهوم فردگرایی و جمع‌گرایی
به مفاهیم فردگرایی و جمع گرایی و همین‌طور رابطهٔ بین این دو مفهوم انتقاداتی وارد آمده است. از جمله: نیاز به مفاهیمی دقیق تر و رابطهٔ تعریف شده بین فردگرایی و جمع گرایی.

## نیاز به مفاهیمی دقیق‌تر
فیسک (۲۰۰۲) می‌گوید: 
در مورد فردگرایی «با این نوع دسته‌بندی رینهولد مسنر، وان گوگ، مهاتما گاندی، مایکل جردن و آدولف هیتلر همگی به عنوان انسان‌هایی فردگرا در یک ستون قرار می‌گیرند.» (نیازمند به منبع)
در مورد جمع گرایی نیز «این نوع دسته‌بندی تعهدات اجتماعی را با همه نوع گروه و شبکه‌های ارتباطی ترکیب می‌کند. در حالی که اشکالِ گوناگونی از جامعه وجود دارد و دلیلی ندارد که یک جامعه به دلیلِ تاکیدِ فرهنگی بر یک نوعِ رابطه، عضو پذیری یا وظایف لزوماً سایر خصوصیاتِ دسته بندیِ اویزرمن را نیز دارا باشد.»
از این رو برای مثال، اسمیت و شوارتز (۱۹۷۷)تلاش کردند تا فرهنگ‌ها را به شکل دقیق تری دسته‌بندی کنند. آن‌ها در تحقیقاتِ خویش به این نتیجه رسیدند که فرهنگ‌ها در دو اصلِ کلیدی با یکدیگر تفاوت دارند:
- چگونگی رابطه بین فرد و گروه: در دسته‌بندی آن‌ها برخی فرهنگ‌ها با خودمختاری (بسیار نزدیک به فردگرایی) و برخی فرهنگ‌ها با جزئی از کل بودن (نزدیک به جمع گرایی) مشخص می‌شوند.
- چگونگی برانگیختن رفتار مسئولانه و تخصیصِ منابع: برخی فرهنگ‌ها به برابری در تقسیم کار و مسئولیت‌ها معتقدند در حالیکه برخی دیگر به سلسله مراتب (البته به شرط آنکه نگرش سلسله مراتبی را نوعی نابرابری بدانیم) اعتقاد دارند.

با در نظر گرفتن دیدگاه اسمیت و شوارتز (۱۹۹۷)، می‌توان فرهنگ‌ها را به ۴ دسته تقسیم نمود. این چهار نوع فرهنگ عبارتند از:
1. خاص گرا (فرد گرایی + نظامِ سلسله مراتبی): این نوع از فرهنگ در بسیاری از کشورهای مرکز و شرق اروپا یافت می‌شود (مثل روسیه، جمهوری چک و رومانی)
2. عام گرا (فرد گرایی + برابری) : این نوع از فرهنگ در شمال و غرب اروپا، آمریکا، استرالیا و نیوزلند غالب است.
3. جمع گرای عمودی (جمع گرایی + نظامِ سلسله مراتبی): این نوع از فرهنگ بیشتر در کشورهای آسیای حوزهٔ اقیانوسِ آرام (مثل اندونزی، کره جنوبی و ژاپن) وجود دارد.
4. جمع گرای افقی (جمع گرایی + برابری): این نوع از فرهنگ بیشتر در میانِ کشورهای اروپای جنوبی (مثل یونان، ترکیه و اسپانیا) یافت می‌شود.[۲]

## رابطهٔ فردگرایی و جمع گرایی
گیرت هافستد (۱۹۸۰ و ۱۹۸۳) اولین کسی بود که فرد گرایی و جمع گرایی را از لحاظِ نظری بررسی کرد. او چنین استدلال کرد که فردگرایی و جمع گرایی در مقابل یکدیگر هستند. در فرهنگ‌های فرد گرا تأکید بر استقلال و مسئولیت‌های فردی ست، در حالیکه در فرهنگ‌های جمع گرا عضویت در گروه‌ها و وابستگی‌ها حائز اهمیت است.
در سال ۱۹۹۳ توسطِ تیمِ تحقیقاتیِ تریاندیس و در سال ۱۹۹۶ توسط گلفاند، تریاندیس و چان، تحقیقاتِ هافستد (۱۹۸۰ و ۱۹۸۳) را مورد حمله قرار داد. تریاندیس و همکارانش، به مشاهده ی درجاتِ مختلفِ فرد گرایی و جمع گرایی در فرهنگ‌های مختلف پرداختند. یافتهٔ کلیدی آن‌ها این بود که فرد گرایی و جمع گرایی اساساً مستقل از یکدیگر بوده و با یکدیگر همبستگی ندارند. این یافته فرضِ هافستد مبنی بر وجودِ یک همبستگی کاملاً منفی بینِ فرد گرایی و جمع گرایی را رد می‌کرد.